# Alcor Life Extension Foundation
La Alcor Life Extension Foundation, a cui ci si riferisce anche semplicemente come Alcor, è un'organizzazione no profit statunitense nata nel 1972 con sede a Scottsdale in Arizona che fa ricerca inerente alla crionica, la conservazione di esseri umani in azoto liquido a -196 °C dopo la morte legale della persona, con la speranza di riportarle in vita in piena salute quando la tecnologia del futuro potrà invertire il processo criogenico e sarà quindi sufficientemente sviluppata per farlo.
Al 31 gennaio 2016, della Alcor facevano parte 1060 membri, 201 membri associati e 144 in crioconservazione. Alcor crioconserva anche gli animali domestici dei membri.
Nel 2007 ve ne erano 33.
Alcor accetta donazioni anatomiche come previsto per la legge dagli Stati Uniti per scopi di ricerca scientifica.
La Alcor appare nel film spagnolo di Alejandro Amènabar "Apri gli occhi" e nel remake "Vanilla Sky".
Nella bara n.128 della Alcor, è conservato Hal Finney, il primo nella storia a ricevere Bitcoin, direttamente da Satoshi Nakamoto.